# 論蔵
論蔵（ろんぞう、巴: Abhidhamma piṭaka（アビダンマ・ピタカ）、梵: Abhidharma piṭaka（アビダルマ・ピタカ））とは、律蔵、経蔵とともに、仏教の聖典（仏典・三蔵）の一部であり、仏陀の教えに対する解釈・注釈書である論（巴: Abhidhamma（アビダンマ）、梵: Abhidharma（アビダルマ）、阿毘達磨）をまとめたもの。

## 種類

### 上座部仏教（南伝仏教）
上座部仏教（南伝仏教）の聖典である『パーリ仏典』（パーリ三蔵）における論蔵には、
- 『法集論』（Dhammasaṅgaṇī）
- 『分別論』（Vibhaṅga）
- 『界論』（Dhātukathā）
- 『人施設論』（Puggalapaññatti）
- 『双論』（Yamaka）
- 『発趣論』（Paṭṭhāna）
- 『論事』（Kathāvatthu）

の7書が伝えられている。
（更に後代になると、蔵外に「アッタカター」という注釈書も作成されるようになった。）

### 中国仏教（北伝仏教）

#### 説一切有部
中国仏教（北伝仏教）には、部派仏教の古典的な論書（阿毘達磨）としては、説一切有部の
- 『六足論』
- 『発智論』

や、その再注釈である『婆沙論』『倶舎論』等が伝わり、倶舎宗（毘曇宗）が形成された。